# Ochotona gloveri
Ochotona gloveri es una especie de mamífero de la familia Ochotonidae.

## Distribución geográfica
Se encuentra en la China.